# کن اسپین
کن اسپین (انگلیسی: Ken Spain; ۶ اکتبر ۱۹۴۶ – ۱۱ اکتبر ۱۹۹۰) بازیکن بسکتبال اهل ایالات متحده آمریکا بود.
وی در مسابقات کشوری و بین‌المللی در مجموع برندهٔ ۱ مدال طلا شده‌است.